# 용인한얼초등학교
용인한얼초등학교는 대한민국 경기도 용인시에 있는 공립 초등학교이다.

## 연혁
- 2018년 9월 1일 용인한얼초등학교 이진경 초대 교장 취임
- 2018년 9월 1일 용인한얼초등학교 27학급 개교
- 2018년 9월 1일 용인한얼초등학교 병설유치원 3학급 개원